# A. V. Rakesh Babu
Arayan Veettil Rakesh Babu (* 20. März 1990 in Kozhikode, Kerala) ist ein indischer Dreispringer.

## Karriere
Erste internationale Erfahrungen sammelte Rakesh Babu bei den Commonwealth Youth Games 2008 in Pune, bei denen er mit 14,84 m den siebten Platz belegte. Im Jahr darauf nahm er an den Hallenasienspielen in Hanoi teil und erreichte mit 14,91 m Rang neun. 2015 wurde er bei den Militärweltspielen im südkoreanischen Mungyeong mit 15,64 m Achter. Im Jahr 2018 wurde er für die Commonwealth Games 2018 im australischen Gold Coast nominiert und schied dort mit einer Weite von 15,98 m in der Qualifikation aus. Ende August nahm er erstmals an den Asienspielen in Jakarta teil und belegte dort mit 16,40 m den sechsten Platz.

## Persönliche Bestleistungen
- Dreisprung: 16,63 m (0,0 m/s), 29. Juni 2018 in Guwahati
  - Dreisprung (Halle): 14,91 m, 2. November 2009 in Hanoi